# Суроти
Суроти (греч. Σουρωτή) — деревня в Греции. Относится к общине Терми в периферийной единице Салоники в периферии Центральная Македония. Расположена на высоте 115 метров над уровнем моря. Площадь 9,525 км². Население 1560 человек по переписи 2011 года.
До 1947 года входила в сообщество Василика. Сообщество Суроти (Κοινότητα Σουρωτής) создано 20 сентября 1947 года (ΦΕΚ 202Α).

## Монастырь святого Иоанна Богослова
Западнее Суроти находится женский монастырь (исихастирий) святого Иоанна Богослова (Ιερά Μονή Άγίου Ιωάννη του Θεολόγου). Сёстрами исихастирия в течение 28 лет руководил старец Паисий Святогорец и передал им в дар мощи Арсения Каппадокийского. 22 октября 1993 года Паисий Святогорец покинул Афон и направился в Суроти. Из-за онкологической болезни Паисий остался в монастыре святого Иоанна Богослова в Суроти, где 12 июля 1994 года умер. Место погребения близ храма святого Арсения стало православной святыней. Беседы и наставления старца Паисия Святогорца собраны монахинями монастыря святого Иоанна Богослова в пять томов, которые получили широкое признание и переведёны на русский язык бывшим иеромонахом Доримедонтом (Сухининым), сыном писательницы Натальи Сухининой.

## Население
| Год  | Население, человек |
| ---- | ------------------ |
| 1991 | 653                |
| 2001 | 671                |
| 2011 | ↗1560              |